# Christoph Levin
Christoph Levin (* 8. Juli 1950 in Duisburg) ist ein deutscher evangelischer Theologe und Professor für Alttestamentliche Theologie.

## Leben und Wirken
Levin studierte 1969 bis 1975 evangelische Theologie in Tübingen, St Andrews, Marburg und Göttingen. Nach einem Vikariat in der Herrnhuter Brüdergemeine war er 1977 bis 1991 wissenschaftlicher Assistent in Göttingen bei Rudolf Smend (jun.). Er wurde  über eine Arbeit zur Bundestheologie promoviert. Seine Habilitationsschrift erfolgte über den Jahwisten. Ab 1993 nahm Levin eine Lehrstuhlvertretung in Marburg wahr, von 1995 bis 1998 war er als Vertreter für den beurlaubten Volkmar Fritz Professor für Bibelwissenschaft in Gießen. Von 1998 bis zu seiner Emeritierung 2016 war er Professor an der Ludwig-Maximilians-Universität München. 2005 bis 2019 war er Evangelischer Universitätsprediger, und von 2009 bis 2015 amtete er als Dekan der Evangelisch-Theologischen Fakultät.
2008 bis 2011 leitete Levin die Fachgruppe Altes Testament der Wissenschaftlichen Gesellschaft für Theologie. 2008 bis 2017 war er Mitglied des Auswahlausschusses zur Vergabe der Alexander von Humboldt-Professur – Internationaler Preis für Forschung in Deutschland. 2010 bis 2016 war er im  Lenkungsausschuss „Durchsicht der Lutherbibel“ bei der Evangelischen Kirche in Deutschland als Koordinator für das Alte Testament. Er ist Mitglied der Akademie der Wissenschaften zu Göttingen und seit 2014 der Finnischen Akademie der Wissenschaften. Von 2010 bis 2013 war er Präsident der International Organization for the Study of the Old Testament (IOSOT).

## Lehre
Mit seinen Thesen zum Jahwisten ist Levin einer der vehementesten Verteidiger dieses Modells im deutschen Sprachraum. Er hält den Jahwisten für eine späte, antideuteronomisch geprägte Redaktionsschicht, die mehrere Erzählkränze gesammelt, vereinigt und zu einem Erzählstrang von Genesis 1 bis Numeri 24 geschaffen hat. Weitere Forschungsschwerpunkte sind die Literaturgeschichte des Alten Testaments sowie die vorexilische Geschichte Israels und Judas.

## Ehrungen
2017 verlieh ihm die Universität Helsinki einen Ehrendoktor in Theologie.

## Privates
Levin ist verheiratet mit der Ärztin Claudia Levin, sie haben vier Kinder.

## Veröffentlichungen (in Auswahl)
- Der Sturz der Königin Atalja: Ein Kapitel zur Geschichte Judas im 9. Jahrhundert v. Chr. (SBS 105). Stuttgart: Katholisches Bibelwerk 1982. ISBN 3-460-04051-3
- Die Verheißung des neuen Bundes in ihrem theologiegeschichtlichen Zusammenhang ausgelegt (FRLANT 137). Göttingen: Vandenhoeck & Ruprecht 1985. ISBN 3-525-53811-1
- Der Jahwist (FRLANT 157). Göttingen: Vandenhoeck & Ruprecht 1993. ISBN 3-525-53839-1, 3-525-53838-3
- Das Alte Testament (C.H.Beck Wissen 2160). München: Beck 3. Auflage 2006. ISBN 3-406-44760-0
- Fortschreibungen. Gesammelte Studien zum Alten Testament (Beihefte zur Zeitschrift für die alttestamentliche Wissenschaft 316) Berlin: de Gruyter 2003. ISBN 3-11-017160-0
- (mit Reinhard Müller): Die Psalmen in ihrer Urgestalt. C. H. Beck, München 2024, ISBN 978-3-406-81359-7.